# 필리프 폰 하인스베르크

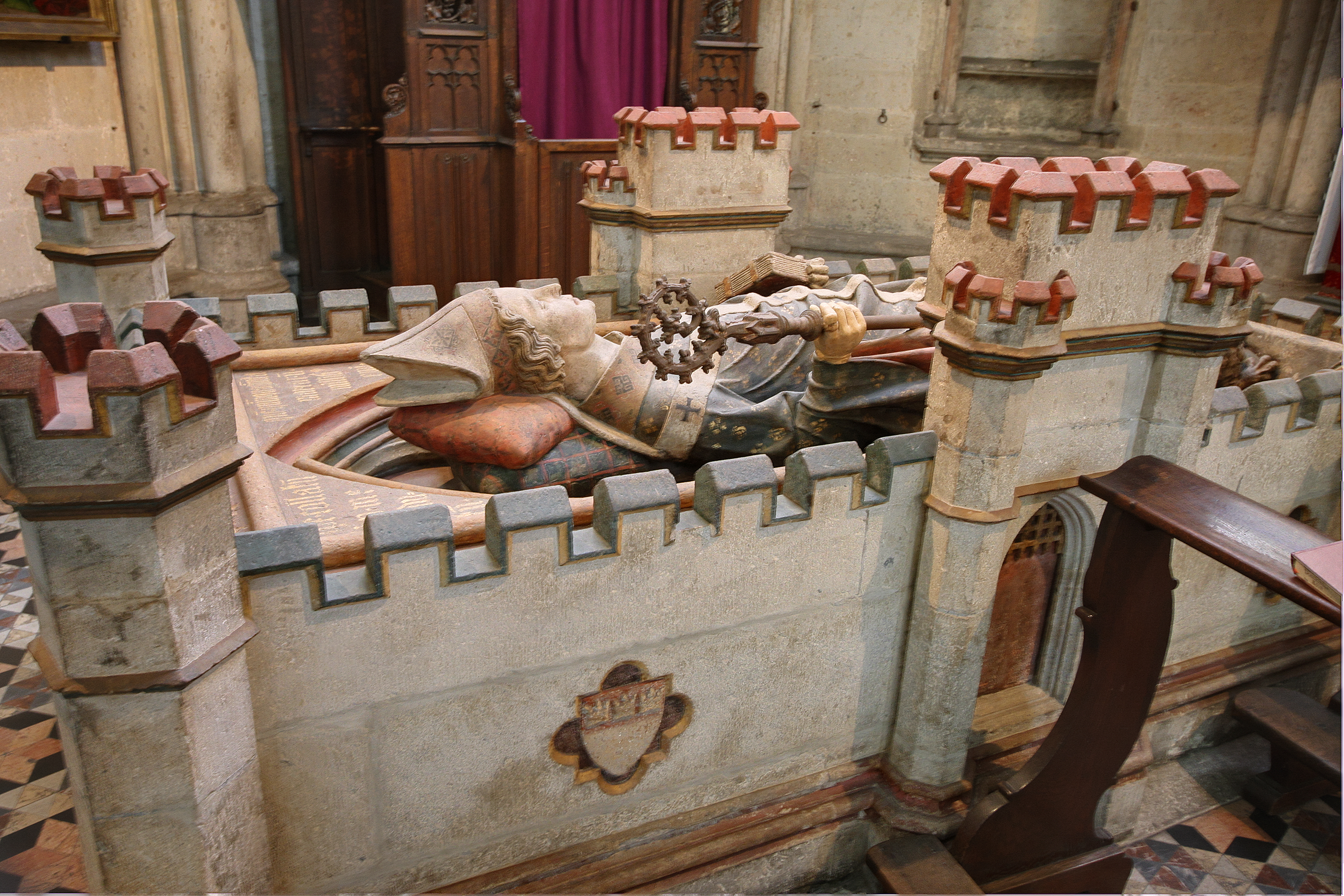

필리프 폰 하인스베르크(이탈리아어: Philipp I. von Heinsberg, 1130년경 ~ 1191년 8월 13일)은 1167년부터 1191년까지 쾰른의 대주교이자 이탈리아의 대재상이다.